# Всероссийский НИИ кормов имени В. Р. Вильямса
Федеральный научный центр кормопроизводства и агроэкологии имени В. Р. Вильямса — научно-методический, исследовательский центр по кормопроизводству России, который координирует работу 75 НИИ и вузов всем вопросам кормопроизводства: луговодству, полевому кормопроизводству, селекции и семеноводству кормовых культур, технологиям заготовки, хранения и использования кормов.
Стратегическими направлениями научной деятельности Института является разработка высокоэффективных, ресурсоэкономных, экологически безопасных, регионально дифференцированных систем и технологий кормопроизводства, отвечающих требованиям высокопродуктивного животноводства и рыночного механизма хозяйствования на основе фундаментальных и приоритетных прикладных исследований.
Институт организован в 1912 году по предложению профессора В. Р. Вильямса как показательное луговое хозяйство (с 1918 года — Станция по изучению кормовых растений и кормовой площади), в 1914 году открыты Высшие курсы луговодства. В 1922 году его преобразовали в Государственный луговой институт, в 1930 году — во Всесоюзный НИИ кормов. В 1939 году институту присвоили имя его основателя — В. Р. Вильямса. Современное название организации — Федеральный научный центр кормопроизводства и агроэкологии имени В.Р. Вильямса - ФНЦ "ВИК им. В.Р Вильямса".
Институт за годы своего существования стал крупнейшим научно-методическим, исследовательским и интеллектуальным центром по кормопроизводству России. Он координирует работу 101 НИИ и ВУЗов страны, награждён Орденом Трудового Красного Знамени, дипломами ВДНХ, ВВЦ и многими другими наградами.

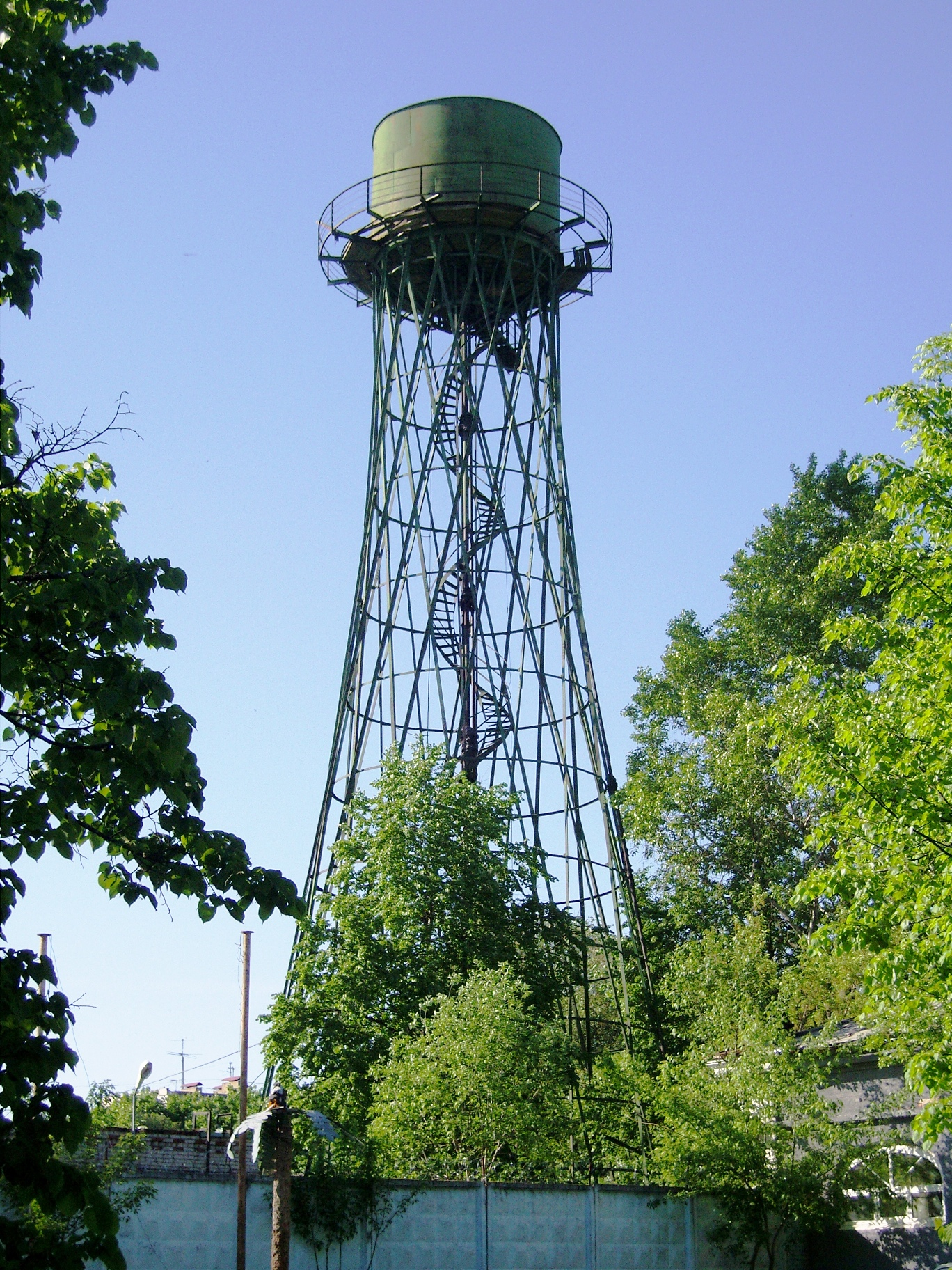
Гиперболоидная водонапорная башня конструкции В. Г. Шухова в микрорайоне Луговая на территории ВНИИК имени В. Р. Вильямса

Этот НИИ — единственный в России институт, который всесторонне исследует проблемы кормопроизводства страны, разрабатывает новые адаптивные, экономичные, эффективные технологии, создает новые сорта кормовых культур и внедряет их в производство.
Сейчас здесь работают 103 человека. 20 докторов наук, 60 кандидатов наук, 4 члена-корреспондента Российской сельскохозяйственной академии наук, 5 заслуженных деятелей науки, 1 заслуженный изобретатель, 3 заслуженных работников сельского хозяйства, 6 лауреатов Государственной премии.
В 1974 году на базе института был проведен XII Международный конгресс по луговодству. К этому мероприятию был построен новый главный корпус института, а также гостиница и кинотеатр в научном городке.

### Руководство
Директора ВНИИ кормов:
- 1922—1930 — Дмитриев, Андрей Михайлович
- ? — октябрь 1937 — Анисимов, Михаил Сергеевич (1894—1938) расстрелян[1].
- Михаил Иванович Тарковский
- 1945—1952 Елсуков Михаил Петрович
- 1952-  Г. П. (Георгий Петрович?) Еремин
- 1953—1958 Елсуков Михаил Петрович
- 1958—1961 Ольшанский, Михаил Александрович
- 1967—1986 Смурыгин, Митрофан Андреевич
- 197? — 1994 Игловиков, Владилен Григорьевич
- Михайличенко, Борис Петрович
- Шпаков, Анатолий Свиридович
- 2006 - по н/в Косолапов, Владимир Михайлович